# Hemophiliac
Gli Hemophiliac sono un gruppo musicale di musica sperimentale formatosi nel 1994.

## Descrizione
All'interno di questo gruppo militano Mike Patton, Ikue Mori e John Zorn. Il loro stile è improvvisato, facendo uso sia di strumenti acustici (John Zorn al sassofono contralto), sia di strumenti elettronici (Ikue Mori ai drum machine), fino all'utilizzo della propria voce (nel caso di Mike Patton).

## Discografia

### Album in studio
- 2002 – Hemophiliac

### Album dal vivo
- 2006 − 50th Birthday Celebration Volume 6

## Formazione
- Mike Patton – voce
- Ikue Mori – drum machine, batteria, strumenti elettronici
- John Zorn – sassofono contralto